# Polystichum aquifolium
Polystichum aquifolium är en träjonväxtart som beskrevs av Lucien Marcus Underwood och Maxon. Polystichum aquifolium ingår i släktet Polystichum och familjen Dryopteridaceae. Inga underarter finns listade.